# Dekanat Piekary Śląskie
Dekanat Piekary Śląskie – jeden z 37 dekanatów katolickich w archidiecezji katowickiej. W jego skład wchodzą następujące parafie:
- Parafia pw. św. Stanisława Biskupa i Męczennika w Bytomiu
- Parafia pw. Imienia Najświętszej Maryi Panny i św. Bartłomieja Apostoła w Piekarach Śląskich
- Parafia pw. Świętej Rodziny w Piekarach Śląskich
- Parafia pw. Najświętszego Serca Pana Jezusa w Piekarach Śląskich (Brzeziny Śląskie)
- Parafia pw. Matki Bożej Wspomożenia Wiernych w Piekarach Śląskich (Dąbrówka Wielka)
- Parafia pw. św. Józefa w Piekarach Śląskich (Józefka)
- Parafia pw. Świętych Apostołów Piotra i Pawła w Piekarach Śląskich (Kamień)
- Parafia pw. Matki Bożej Nieustającej Pomocy w Piekarach Śląskich (Kozłowa Góra)
- Parafia pw. Trójcy Przenajświętszej w Piekarach Śląskich (Szarlej)
- Parafia pw. św. Wojciecha w Radzionkowie
- Parafia pw. Wniebowzięcia Najświętszej Maryi Panny w Radzionkowie (Rojca)